# Puchar Kontynentalny kobiet w skokach narciarskich 2015/2016
Puchar Kontynentalny kobiet w skokach narciarskich 2015/2016 – 12. edycja Pucharu Kontynentalnego kobiet. Zaplanowane zostały dwa konkursy na skoczni Tveitanbakken w norweskim Notodden.
Obrończynią tytułu z poprzedniego sezonu była Norweżka Anette Sagen, która z racji zakończenia kariery tytułu nie obroniła. W tym sezonie Zimowy Puchar Kontynentalny wygrała reprezentantka Szwajcarii Sabrina Windmüller.
Ostateczny terminarz zawodów został zatwierdzony w czerwcu 2015 w bułgarskiej Warnie.

## Zwycięzcy

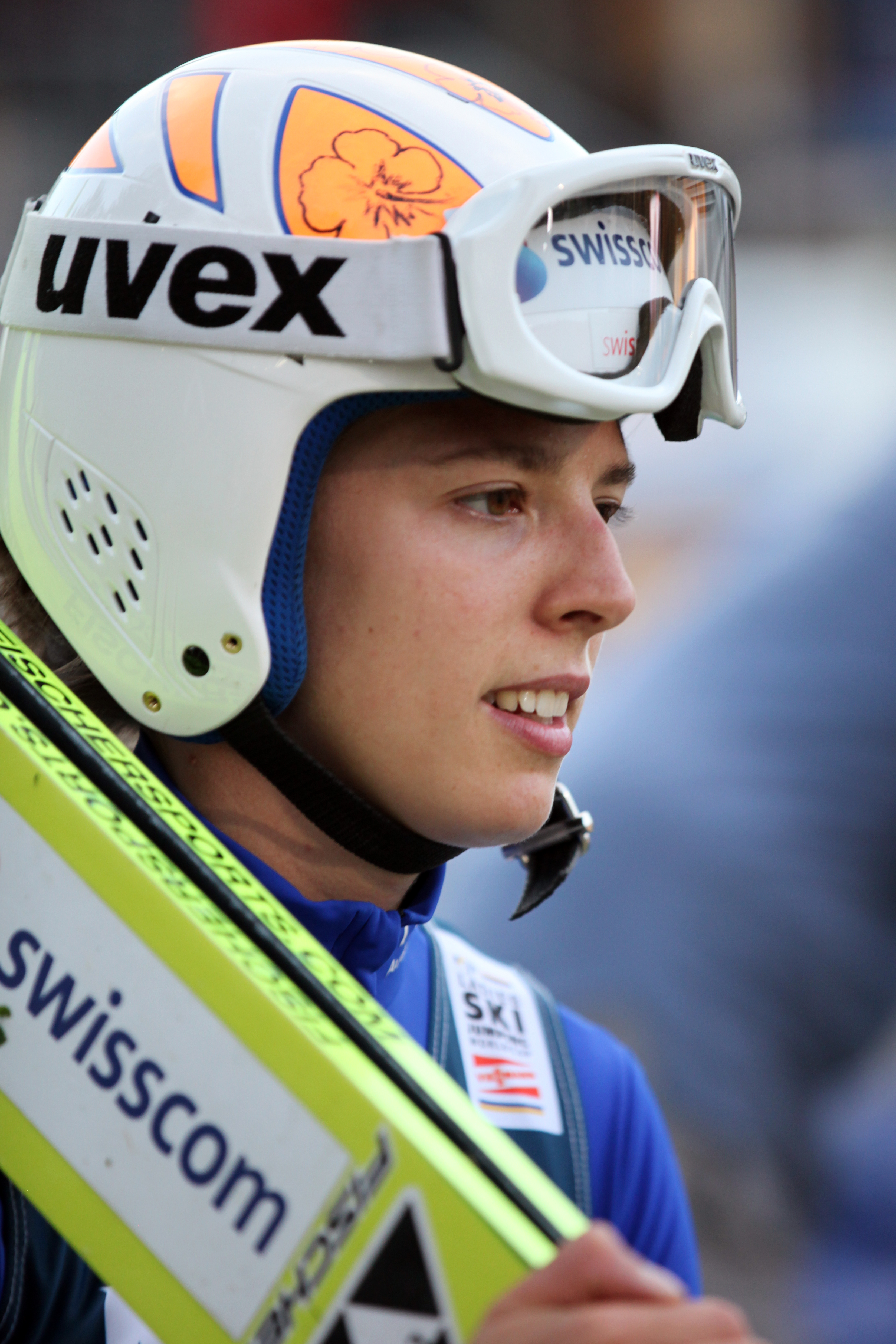
Sabrina Windmüller – zwyciężczyni klasyfikacji generalnej

## Kalendarz i wyniki
| Lp.                                                                                 | Data                                                                                | Miejscowość                                                                         | Skocznia                                                                            | HS                                                                                  | Uwagi                                                                               | 1. miejsce         | 2. miejsce     | 3. miejsce       |
| ----------------------------------------------------------------------------------- | ----------------------------------------------------------------------------------- | ----------------------------------------------------------------------------------- | ----------------------------------------------------------------------------------- | ----------------------------------------------------------------------------------- | ----------------------------------------------------------------------------------- | ------------------ | -------------- | ---------------- |
| 1.                                                                                  | 11 grudnia 2015                                                                     | Notodden                                                                            | Tveitanbakken                                                                       | HS98                                                                                | –                                                                                   | Sabrina Windmüller | Julia Huber    | Anna Odine Strøm |
| 2.                                                                                  | 12 grudnia 2015                                                                     | Notodden                                                                            | Tveitanbakken                                                                       | HS98                                                                                | –                                                                                   | Sabrina Windmüller | Pauline Heßler | Julia Huber      |
|                                                                                     |                                                                                     |                                                                                     |                                                                                     |                                                                                     |                                                                                     |                    |                |                  |
| Puchar Kontynentalny kobiet w skokach narciarskich 2015/2016 – klasyfikacja końcowa | Puchar Kontynentalny kobiet w skokach narciarskich 2015/2016 – klasyfikacja końcowa | Puchar Kontynentalny kobiet w skokach narciarskich 2015/2016 – klasyfikacja końcowa | Puchar Kontynentalny kobiet w skokach narciarskich 2015/2016 – klasyfikacja końcowa | Puchar Kontynentalny kobiet w skokach narciarskich 2015/2016 – klasyfikacja końcowa | Puchar Kontynentalny kobiet w skokach narciarskich 2015/2016 – klasyfikacja końcowa | Sabrina Windmüller | Julia Huber    | Anna Odine Strøm |

## Statystyki indywidualne
| Zawodniczka        | Notodden | Notodden |
| Austria            | Austria  | Austria  |
| ------------------ | -------- | -------- |
| Julia Huber        | 2        | 3        |
| Claudia Purker     | 4        | 5        |
| Finlandia          |          |          |
| Susanna Forsström  | 7        | 9        |
| Jenny Rautionaho   | 12       | 14       |
| Francja            |          |          |
| Océane Avocat Gros | 10       | 13       |
| Korea Południowa   |          |          |
| Park Guy-lim       | 11       | 12       |
| Niemcy             |          |          |
| Luisa Görlich      | dns      | 6        |
| Sophia Görlich     | dns      | dns      |
| Ulrike Gräßler     | dns      | dns      |
| Pauline Heßler     | dns      | 2        |
| Agnes Reisch       | dns      | 7        |
| Ramona Straub      | dns      | dns      |
| Norwegia           |          |          |
| Tonje Bakke        | 7        | 10       |
| Hanna Midtsundstad | 13       | 16       |
| Silje Opseth       | 5        | 8        |
| Anna Odine Strøm   | 3        | 4        |
| Rosja              |          |          |
| Lidija Jakowlewa   | 6        | 11       |
| Rumunia            |          |          |
| Diana Trâmbițaș    | 14       | 17       |
| Szwajcaria         |          |          |
| Sabrina Windmüller | 1        | 1        |
| Ukraina            |          |          |
| Chrystyna Droniak  | 15       | 18       |

## Klasyfikacja generalna
Klasyfikacja końcowa
| Miejsce | Zawodniczka        | Występy | Punkty | Strata do zwyciężczyni |
| ------- | ------------------ | ------- | ------ | ---------------------- |
| 1.      | Sabrina Windmüller | 2       | 200    | 0                      |
| 2.      | Julia Huber        | 2       | 140    | -60                    |
| 3.      | Anna Odine Strøm   | 2       | 110    | -90                    |
| 4.      | Claudia Purker     | 2       | 95     | -105                   |
| 5.      | Pauline Heßler     | 2       | 80     | -120                   |
| 6.      | Silje Opseth       | 2       | 77     | -123                   |
| 7.      | Susanna Forsström  | 2       | 65     | -135                   |
| 8.      | Lidija Jakowlewa   | 2       | 64     | -136                   |
| 9.      | Tonje Bakke        | 2       | 62     | -138                   |
| 10.     | Océane Avocat Gros | 2       | 46     | -154                   |
| 10.     | Park Guy-lim       | 2       | 46     | -154                   |
| 12.     | Linda Grabner      | 2       | 45     | -155                   |
| 13.     | Luisa Görlich      | 2       | 40     | -160                   |
| 13.     | Jenny Rautionaho   | 2       | 40     | -160                   |
| 15.     | Agnes Reisch       | 2       | 36     | -164                   |
| 16.     | Hanna Midtsundstad | 2       | 35     | -165                   |
| 17.     | Diana Trâmbițaș    | 2       | 32     | -168                   |
| 18.     | Chrystyna Droniak  | 2       | 29     | -171                   |